# W (rivista)
W è una rivista statunitense di moda pubblicata dal gruppo Condé Nast Publications.

## Storia
Attuale direttore della rivista è il fiorentino Stefano Tonchi, che nel 2010 ha cambiato logo (il precedente era durato più di vent'anni) e gran parte dell'impostazione della rivista. W ha una base di lettori di circa mezzo milione, di cui l'80% donne.
Spesso oggetto di controversie e polemiche, W ha spesso trattato storie, o avuto copertine, che hanno provocato reazioni di genere diverso dal proprio pubblico. Nel luglio 2005, W ha prodotto un portfolio di Steven Klein di 60 pagine dedicato a Brad Pitt ed Angelina Jolie, intitolato "Domestic Bliss". Gli scatti erano ispirati da un'ironia di Pitt relativamente all'idea della perfetta famiglia americana.
Altri argomenti oggetti di discussioni sono stati gli scatti fotografici di Steven Meisel per il servizio "ASexual Revolution", nei quali alcuni modelli (fra cui Jessica Stam e Karen Elson) erano ritratti in pose allusive e abbigliamenti ambigui. Altre polemiche furono ugualmente sollevate dagli scatti ad alto contenuto erotico realizzati da Tom Ford per un servizio sulla sessualità nella moda. Sempre Steven Klein fu il fotografo ad immortalare in pose sensuali i coniugi David e Victoria Beckham per il numero dell'agosto 2007. Bruce Weber produsse uno speciale di 60 pagine, tributo alla città di New Orleans nell'edizione dell'aprile del 2008.
W è anche conosciuto per essere considerato particolarmente rispettato nella società americana ed europea, al punto che molti dei personaggi di spicco del mondo della moda, hanno infatti concesso a W di fotografare le proprie abitazioni, o alcuni momenti della propria vita di tutti i giorni,. Fra questi si ricordano Marc Jacobs, Sir Evelyn Rothschild e Imelda Marcos.